# سنتا لورا
سنتا لورا كيل (بالألمانية: Cinta Laura Kiehl) هي ممثلة ومغنية وعارضة أزياء إندونيسية ألمانية ولدت في يوم 17 أغسطس 1993 في بلدة كفاكنبروك في ألمانيا لأب ألماني وأم إندونيسية سوندانية، بدأت نشاطها في الغناء في سنة 2007، ومثلت في عدة أفلام ومسلسلات أيضاً.

## فيلم
- ماتياناك (2019)

## روابط خارجية
- سنتا لورا على موقع IMDb (الإنجليزية)
- سنتا لورا على موقع ديسكوغز (الإنجليزية)
- سنتا لورا على موقع قاعدة بيانات الفيلم (الإنجليزية)